# Vos Logistics

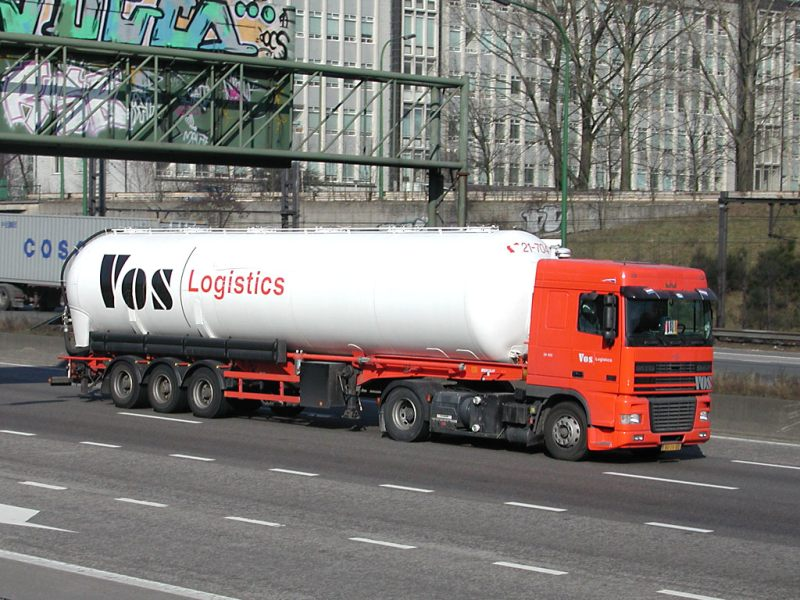
LKW von Vos Logistics

Vos Logistics ist eine niederländische Spedition mit etwa 1.000 LKW und 3.200 Aufliegern.
Harry Vos gründete 1944 mit einem einzigen Chevrolet einen Lieferdienst zwischen Oss und Nijmegen.

## Belege
1. 1 2 3  Integrated financial and sustainability report 2015
2. ↑  History